# WinRAR
WinRAR — файловий архіватор для Windows з високим ступенем стиснення, є одним із найкращих архіваторів за співвідношенням ступеня стиснення до швидкості роботи. Розповсюджується як умовно-безкоштовне програмне забезпечення.

## Можливості програми
- Створення архівів форматів RAR та ZIP.
- Розпаковування файлів формату CAB, ARJ, LZH, TAR, GZ, ACE, UUE, BZ2, JAR, ISO, 7z, Z.
- Можливість шифрування архівів з використанням алгоритму AES (Advanced Encryption Standard) з довжиною ключа 128 бітів, при цьому як ключ шифрування використовується геш пароля з використанням алгоритму SHA-1.
- Можливість роботи з файлами розміром до 8,589 трлн (1012) гігабайтів.
- Створення саморозпаковувальних, безперервних і багатотомних архівів.
- Додавання в архіви додаткової інформації для відновлення архіву у разі його пошкодження, зокрема створення спеціальних томів відновлення, що дозволяють відновити багатотомний архів при пошкодженні частин з інформацією.
- Повна підтримка файлової системи NTFS і імен файлів у Юнікодах.
- Підтримка командного рядка.

## Уразливості програми
На початку 2023 року, урядова команда реагування на комп'ютерні надзвичайні події України CERT-UA дослідила кібератаку, імовірно асоційовану з угрупованням «Sandworm». Для виведення з ладу серверного обладнання, автоматизованих робочих місць користувачів та систем зберігання даних зловмисники використали у тому числі і легітимне програмне забезпечення, а саме файловий архіватор WinRAR. Отримавши несанкціонований доступ до інформаційно-комунікаційної системи об'єкту атаки, для виведення з ладу ПК, що функціонують під управлінням операційної системи Windows, було застосовано RoarBat — BAT-скрипт. Скрипт здійснював рекурсивний пошук файлів за визначеним переліком розширень для їх подальшого архівування за допомогою легітимної програми WinRAR з опцією «-df». Ця опція передбачає видалення вихідного файлу та подальше видалення створених архівів. Запуск згаданого скрипту здійснювався за допомогою запланованого завдання, яке, за попередньою інформацією, було створено та централізовано розповсюджено засобами групової політики (GPO).
Восени 2023 року, дослідники безпеки Google Threat Analysis Group (TAG) з'ясували: підтримувані урядом РФ гакери експлуатують нещодавно виправлену вразливість в утиліті-архіваторі для Windows WinRAR. Вразливість WinRAR, вперше виявлена компанією Group-IB, дозволяє зловмисникам приховувати шкідливі скрипти в архівних файлах, які маскуються під зображення або текстові документи. Спеціалісти з безпеки пояснили, що цей недолік використовувався як «нульовий день», оскільки розробник не мав часу на виправлення помилки до того, як вона була експлуатована. Гакери Sandworm використовували вразливість WinRAR на початку вересня 2023 року в рамках шкідливої електронної розсилки, яка видавала себе за українську школу дронів або Центр Разумкова. Листи містили посилання на шкідливий архівний файл, що експлуатує CVE-2023−38 831, який при відкритті встановлював на комп'ютер жертви шкідливе програмне забезпечення та викрадав конфіденційні дані та паролі.

## Архіватори на рівні ОС
23 травня 2023 року, корпорація Microsoft повідомила, що до Windows 11 додано підтримку RAR-архівів (а також tar, 7-Zip і GZ) на рівні системи. Сторонній софт, на зразок WinRAR, для розпакування або стиснення файлів, більше не знадобиться. У попередніх версіях Windows, за замовчуванням, працювала лише вбудована підтримка архівів формату .zip.
26 серпня 2023 року, ТОВ «Neowin» з м. Плімуту, штат Мічиган (США), повідомило результати тестування збірок Windows 11 з підтримкою форматів архівів WinRAR, 7-Zip, GZ та інших. Особливу увагу було привернуто до нативного розпакувальника, який було вбудовано до Windows 11. Згідно повідомлення, щоб розархівувати WinRAR файл розміром 24 ГБ, вбудована в систему технологія витрачала втричі більше часу, ніж це здійснював WinRAR. Якщо розглядати архіви у форматі 7z, то тут результат був ще гірший: на розпакування файлу-архіву пішло майже дев'ять хвилин, а WinRAR і утиліта NanaZIP впоралися приблизно за одну хвилину. Єдиним форматом, при роботі з яким нативний розпакувальник Windows 11 практично не поступився WinRAR та NanaZIP, виявився — tar. Автори тестування (ТОВ «Neowin»), проводили тести на двох конфігураціях обладнання, а саме з Intel Core i3-1125G4, 16 ГБ ОЗП DDR4-3200 та 500 ГБ NVMe SSD та десктоп з Ryzen 5 2600, 32 ГБ ОЗП DDR4-3200 та Samsung 980. Вони вважають, що у релізній версії оновлення для Windows 11, яке вийде у вересні 2023 року, роботу з форматами RAR та 7z буде покращено.